# 行为科学
行为科学（英語：Behavioral Science）指應用心理學與人類學等學科的知識與研究方法，如訪談法(interviewing method)與觀察法(observation method)等方法，研究人的行为，如梅堯(Mayo)主持之胡桑實驗(Hawthorne Experiment)。不过，许多心理学学术部门也采用这个术语来指对行为问题的科学研究，以区别于较为普通的心理学主题。

## 与社会科学的区别
行为科学经常与社会科学相混淆。这两个领域互相有关联，都涉及人的行为过程，但是对行为研究的尺度不同。行为科学研究社会系统内有机体内部或有机体之间的决策过程和交流策略，包括心理学等；而社会科学研究社会系统的结构层次，及其对社会过程、社会组织的影响，通常包括社会学、经济学、历史学、公共卫生、人类学和政治学等。

## 含意
1. 行為科學是以科學方法來研究人類行為問題的科學。
2. 行為科學是運用某些自然科學的研究法則來研究社會現象和社會事實的科學。
3. 行為科學是科際整合學科，行為科學的研究者應該具備一種高度的多學科訓練。
4. 行為科學的目的在於建立社會科學中，能夠共同使用的一般理論以提供研究指引。
5. 行為科學是以驗證（Verification）的方法來進行研究的學問，是以徹底的科學態度站在價值中立（Value-neutrality）的立場來研究，是種偏事實的研究而非偏價值研究。

## 分类
行为科学包括2大类：神经系统的“决策科学”和社会的“交流科学”。决策科学包括的学科主要与有关决策过程和个体在社会环境中的生存技能。包括心理学、生物心理学、管理科学、运筹学等。
另一方面，交流科学包括研究有机体交流策略及有机体之间的动力学。它包括人类学、组织行为学、社会学和社会性网络等。

## 行为科学是交叉科学
决策科学研究有机体决策的生理机制和认知过程的交互作用，构成行为科学与自然科学之间的桥梁；交流科学研究个体认知和交往策略的交互作用和社会结构的程序，构成行为科学与社会科学之间的桥梁 。
因此，行为科学处于自然科学与社会科学的十字路口，联结着科学探索的广阔领域。
| 自然科学              | 自然科学   | 自然科学   | 自然科学   |
| --------------------- | ---------- | ---------- | ---------- |
| 物理学                | 化学       | 生物科学   | 认知科学   |
| 行为科学              |            |            |            |
| 决策科学              | 决策科学   | 交流科学   | 交流科学   |
| 心理学 包括社会心理学 | 消费心理学 | 人类学     | 组织行为学 |
| 生物心理学            | 管理科学   | 行为金融学 | 社会性网络 |
| 运筹学                | 动物行为学 | 模因学     | 组织生态学 |
| 社会科学              |            |            |            |
| 社会学                | 经济学     | 政治学     | 经济社会学 |

## 侷限
一、行為科學偏重關注組織中的成員行為，於某些程度上忽視組織結構、法令規章的重要性。
二、行為科學的研究對象為人，但多以組織內的人員為主，絕少論及外在環境對人員的影響，事實上外在環境的變化，隨時可能會影響到組織內人員的行為，進而引起組織本身的變遷。

## 影響
研究者在基本觀念上已從「應然」的研究轉換成「實然」的研究。

### 在組織理論上的影響

#### 靜態研究到動態研究
以往研究組織問題大多只能從形式結構、法令規章、制度、權責分配來探討；但是行為科學注重組織之中的人員研究，包含:他們的互相行為、需求、滿足、意見溝通、權力運用、小團體的關係和活動等。

#### 發現非正式組織
在正式組織之外尚有非正式組織，對於正式組織發生著極大的影響。人員不僅受正式組織的約束也受制於非正式組織；甚至有時候會對非正式組織的服從超過正式組織。

#### 組織平衡論
以往學者認為人一旦加入組織便是屬於組織的，故個人利益不行優於組織利益。但是巴那德、賽蒙等人認為只有在雙方利益都得到合理的平衡時候，組織才能發展而成員才會把其心力奉獻給組織。

#### 群組角色的重視
傳統學者認為:組織之中一個成員的地位即為組織法規所給予的責任、工作；其實一個人在組織之中縱使有地位高低，但是他們所扮演的角色都是一樣的重要，故組織之中每個人都有重要性，不能因為地位高低而有不同的對待態度。

### 在管理上的影響

#### 從監督制裁到人性激發
科學管理者從X理論出發，嚴格的監督制裁方式來管理。行為科學家抱持人性是善良的Y理論主張尊重人格、滿足人員需求只有在這種管理方式之下，才會產生較高的工作效率。

#### 從消極懲罰到積極激勵
以往對人的管理是消極懲罰，人努力工作是為了免於受罰。但是行為科學則採取積極的激勵，不僅要滿足人類的基本需求，更要根據個別差異給予適當的、不同的激勵，讓個人發揮最大的潛力。

#### 從專斷領導到民主領導
以往主管的領導多採取專斷式的領導，部屬只能服從。但是行為科學下的領導方式為民主的，決策由大家參與制定，命令錯誤可更改，下屬更可反映意見。

#### 從唯我獨尊到意見溝通
以往機關長官有唯我獨尊的觀念，所以長官的意見是絕對的。但是行為科學主張建立溝通，同時還要透過非正式組織成員增強團結近而圓滿達成任務。
果。

### 對人事行政影響
行為科學之下的人事行政側重如何建立工作人員和工作的調適關係、工作人員的合作關係，與機關和成員之間的平衡關係。